# Cecidophyes galii
Espèce
Cecidophyes galii est une espèce d'acariens de la famille des Eriophyidae, responsable de galles.

## Synonyme
- Eriophyes galii (Nalepa, 1889)

## Parasitisme
Les feuilles du Gaillet gratteron peuvent être déformées par sa piqûre ; il peut parasiter les aspérules (genre Asperula).